# Gerrit Disselhof
Gerrit Disselhof (Zwolle, 23 oktober 1934) is een Nederlands voormalig voetballer die uitkwam voor ZAC en PEC. Hij speelde zijn eerste jaren als aanvaller, waarna hij later werd omgeschoold tot verdediger. In 1955 was hij de eerste semi-prof bij PEC. In het seizoen 1959/60 speelde hij wederom op amateurbasis en beëindigde hij zijn loopbaan. Nadien was hij betrokken bij het opzetten van paardenvoermerk Pavo.

## Carrièrestatistieken
| Seizoen         | Club            | Land            | Competitie       | Competitie | Competitie | Beker | Beker | Internationaal | Internationaal | Overig | Overig | Totaal | Totaal |
| Seizoen         | Club            | Land            | Competitie       | Wed.       | Dlp.       | Wed.  | Dlp.  | Wed.           | Dlp.           | Wed.   | Dlp.   | Wed.   | Dlp.   |
| --------------- | --------------- | --------------- | ---------------- | ---------- | ---------- | ----- | ----- | -------------- | -------------- | ------ | ------ | ------ | ------ |
| 1950/51         | ZAC             | Nederland       | Tweede klasse    | –          | –          | –     | –     | –              | –              | –      | –      | –      | –      |
| 1951/52         | ZAC             | Nederland       | Tweede klasse    | –          | –          | –     | –     | –              | –              | –      | –      | –      | –      |
| 1952/53         | ZAC             | Nederland       | Tweede klasse    | –          | –          | –     | –     | –              | –              | –      | –      | –      | –      |
| 1953/54         | ZAC             | Nederland       | Tweede klasse    | –          | –          | –     | –     | –              | –              | –      | –      | –      | –      |
| 1954/55         | ZAC             | Nederland       | Tweede klasse    | –          | –          | –     | –     | –              | –              | –      | –      | –      | –      |
| 1955/56         | PEC             | Nederland       | Eerste klasse    | –          | 4          | –     | 0     | –              | –              | –      | –      | –      | 4      |
| 1956/57         | PEC             | Nederland       | Tweede divisie A | –          | 8          | –     | 0     | –              | –              | –      | –      | –      | 8      |
| 1957/58         | PEC             | Nederland       | Tweede divisie B | –          | 2          | –     | 0     | –              | –              | –      | –      | –      | 2      |
| 1958/59         | PEC             | Nederland       | Tweede divisie B | –          | 0          | –     | 0     | –              | –              | –      | –      | –      | 0      |
| 1959/60         | PEC             | Nederland       | Tweede divisie B | –          | 0          | –     | 0     | –              | –              | –      | –      | –      | 0      |
| Carrière totaal | Carrière totaal | Carrière totaal | Carrière totaal  | –          | 14         | –     | 0     | –              | –              | –      | –      | –      | 14     |